# Claude Génia
Claude Génia, née le 4 mars 1913 à Vetlouga et morte le 18 mai 1979 à Tours, est une actrice française d'origine russe.

## Biographie
Née en Russie, Génia (Evguenia) Aranovitch (dite Claude), fait ses débuts au cinéma dans le rôle de Gisèle aux côtés d'Edwige Feuillère dans L'Honorable Catherine de Marcel L'Herbier en 1943.
Elle se fait connaître dans le rôle de Delphine de Nucingen, l'héroïne de Balzac, dans Le Père Goriot de Robert Vernay en 1945. Vernay lui donne le rôle de Gisèle dans Le Capitan (1946), encore avec Pierre Renoir. D'autres rôles principaux dans les années 1940 dont Les Beaux Jours du roi Murat et La Louve.
En 1952, elle joue le rôle de Jeanne Donge dans La Vérité sur Bébé Donge avec Jean Gabin et Danielle Darrieux suivi par des rôles comme la Madame Golovine dans J'ai tué Raspoutine de Robert Hossein (1967), et Marguerite dans Dracula père et fils d'Édouard Molinaro (1976).
Au théâtre, elle est apparue entre autres en Hécuba avec Claude Jade, François Beaulieu et Corinne Marchand dans La Guerre de Troie n'aura pas lieu au Théâtre des Célestins (Lyon) dans la mise en scène de Jean Meyer en 1975.
Elle a été une grande inspiratrice pour l'architecte d'intérieur Brigitte Saby[réf. nécessaire].
Elle est également apparue à la télévision, par exemple dans Les Enfants du faubourg (épisode 45 de la série Les Cinq Dernières Minutes, en 1968).
En 1948, elle épouse Jacques Le Beau, neurologue, fils de Georges Le Beau, gouverneur général de l'Algérie.
Grâce à son amant Pierre Lazareff, actionnaire principal de la société propriétaire des lieux, elle dirige le théâtre Édouard-VII de 1958 à 1966.

## Filmographie

### Cinéma
- 1942 : L'Honorable Catherine de Marcel L'Herbier
- 1943 : Monsieur des Lourdines de Pierre de Hérain
- 1943 : La Vie de plaisir de Albert Valentin
- 1944 : L'Enfant de l'amour de Jean Stelli
- 1945 : Le Père Goriot de Robert Vernay d'après Honoré de Balzac
- 1945 : La Fille aux yeux gris de Jean Faurez
- 1946 : Le Capitan de Robert Vernay d'après Michel Zévaco
- 1947 : Les Beaux Jours du roi Murat de Théophile Pathé
- 1948 : Carrefour du crime de Jean Sacha
- 1949 : La Louve de Guillaume Radot
- 1949 : La Ferme des sept péchés de Jean Devaivre
- 1951 : La Vérité sur Bébé Donge de Henri Decoin
- 1954 : Le Comte de Monte-Cristo de Robert Vernay - Film tourné en deux époques d'après Alexandre Dumas
- 1957 : Escapade de Ralph Habib
- 1967 : J'ai tué Raspoutine de Robert Hossein
- 1967 : Ballade pour un chien de Gérard Vergez
- 1968 : L'Astragale de Guy Casaril
- 1968 : Manon 70 de Jean Aurel
- 1969 : Maldonne de Sergio Gobbi
- 1972 : Absences répétées de Guy Gilles
- 1976 : Dracula père et fils de Édouard Molinaro

### Télévision
- 1966 : Le train bleu s'arrête 13 fois de Mick Roussel, épisode : Antibes : coup fourré
- 1968 : Les Cinq Dernières Minutes, épisode Les Enfants du faubourg de Claude Loursais
- 1974 : Un curé de choc (26 épisodes de 13 minutes) de Philippe Arnal
- 1975 : Les Brigades du Tigre, épisode La Couronne du Tsar de Victor Vicas

## Théâtre
- 1932 : L'Affaire des poisons de Victorien Sardou, Théâtre de l'Odéon
- 1933 : Le Malade imaginaire de Molière, Théâtre Antoine
- 1935 : Le Malade imaginaire de Molière, Théâtre du Vieux-Colombier
- 1937 : Les Borgia, famille étrange d'André Josset, mise en scène René Rocher, Théâtre du Vieux-Colombier
- 1940 : La Familiale de Jean de Letraz, Théâtre de la Michodière
- 1943 : L'École des ménages d'Honoré de Balzac, mise en scène Jean Meyer, Théâtre Saint-Georges
- 1946 : Les Parents terribles de Jean Cocteau, Théâtre du Gymnase
- 1947 : L'Immaculée de Philippe Hériat, mise en scène Claude Sainval, Comédie des Champs-Élysées
- 1948 : L'Immaculée de Philippe Hériat, mise en scène Claude Sainval, Théâtre des Célestins
- 1948 : K.M.X labrador de et mise en scène Jacques Deval, Théâtre de la Michodière
- 1950 : La mariée est trop belle de Michel Duran, mise en scène Roland Piétri, Théâtre Saint-Georges
- 1951 : Guillaume le confident de Gabriel Arout, mise en scène Pierre Dux, Théâtre de Paris
- 1952 : Quarante et quatre de Jean Davray, mise en scène Raymond Rouleau, Théâtre Michel
- 1953 : Crime parfait de Frederick Knott, mise en scène Georges Vitaly, Théâtre des Ambassadeurs
- 1956 : Les Sorcières de Salem d'Arthur Miller, mise en scène Raymond Rouleau, Théâtre des Célestins
- 1956 : La Nuit romaine d'Albert Vidalie, mise en scène Marcelle Tassencourt, Théâtre Hébertot
- 1957 : Le Grand Couteau de Clifford Odets, mise en scène Jean Serge, Théâtre des Bouffes-Parisiens
- 1959 : La Descente d'Orphée de Tennessee Williams, mise en scène Raymond Rouleau, Théâtre de l'Athénée
- 1960 : Carlotta de Miguel Mihura, mise en scène Jacques Mauclair, théâtre Édouard VII
- 1961 : Huit Femmes de Robert Thomas, mise en scène Jean Le Poulain, Théâtre Édouard VII
- 1962 : Huit Femmes de Robert Thomas, mise en scène Jean Le Poulain, Théâtre des Bouffes-Parisiens
- 1963 : Et jusqu'à Béthanie de Jean Giraudoux, mise en scène Raymond Rouleau, Théâtre Montparnasse
- 1965 : Pourquoi pas Vamos de Georges Conchon, mise en scène Jean Mercure, théâtre Édouard VII
- 1966 : Eris de Lee Falk, mise en scène Georges Vitaly, Théâtre La Bruyère
- 1966 : Électre de Sophocle, mise en scène Silvia Monfort, Théâtre des Mathurins
- 1966 : La Jeune Fille à marier et Au pied du mur d'Eugène Ionesco, mise en scène Antoine Bourseiller, Poche Montparnasse
- 1966 : Mêlées et démêlées d'Eugène Ionesco, mise en scène Georges Vitaly, Théâtre La Bruyère
- 1968 : Après la pluie de John Bowen, mise en scène René Dupuy, Théâtre de l'Athénée-Louis-Jouvet
- 1968 : Chacun sa vérité de Luigi Pirandello, mise en scène Jean Meyer, Théâtre des Célestins
- 1969 : Le Misanthrope de Molière, mise en scène Jean Meyer, Théâtre des Célestins
- 1970 : Jeux de massacre d'Eugène Ionesco, mise en scène Jorge Lavelli, Théâtre Montparnasse
- 1971 : Le Train de l'aube de Tennessee Williams, mise en scène Jean-Pierre Laruy, théâtre Édouard VII
- 1971 : Le Dieu Kurt d'Alberto Moravia, mise scène Pierre Franck, Théâtre des Célestins, Théâtre Michel
- 1971 : Au théâtre ce soir : Huit Femmes de Robert Thomas, mise en scène Jean Le Poulain, réalisation Pierre Sabbagh, Théâtre Marigny
- 1972 : Huit Femmes de Robert Thomas, mise en scène Jean Le Poulain, Théâtre de la Madeleine
- 1972 : L'Ingénu d'Auteuil de Jean Le Marois, mise en scène Georges Vitaly, Théâtre La Bruyère
- 1972 : Tueur sans gages d'Eugène Ionesco, mise en scène Jacques Mauclair, Théâtre de l'Alliance française
- 1974 : Les Possédés de Albert Camus d'après Fiodor Dostoïevski, mise en scène Jean-Pierre Laruy, Limoges
- 1974 : Et à la fin était le bang de René de Obaldia, mise en scène Pierre Franck, Théâtre de l'Atelier
- 1975 : La guerre de Troie n'aura pas lieu de Jean Giraudoux, mise en scène Jacques Mauclair, Théâtre des Célestins
- 1976 : La mouche qui tousse d'Étienne Rebaudengo, mise en scène Arcady, Théâtre La Bruyère